# 香山诗刊
《香山诗刊》（季刊） 是由中国广东省中山市诗歌学会于2015年创建的民间诗歌类杂志。其办刊宗旨为“构建中国大陆诗歌与港澳台侨诗歌交流平台，努力把诗刊办成大陆诗歌和华侨诗歌的纽带。”诗刊聘请如下当代诗人：吉狄.马加、谢冕、叶延滨 （页面存档备份，存于）、丘树宏 （页面存档备份，存于）、商震 （页面存档备份，存于）、李少君、杨匡汉、吴思敬、梁平 （页面存档备份，存于）、杨克 （页面存档备份，存于）、祁人、潘红莉、臧棣、胡弦、张德明、霍俊明、刘川、张新泉、杨庆祥等为学术顾问。该诗刊现任主编是中国诗人王晓波, 副主编为黄廉捷、罗筱。 为加强海内外汉语诗歌文化交流，该刊在“诗歌地理”栏目推出“美国汉语诗群”、“加拿大汉语诗群”、“澳大利亚汉语诗群”、“日本汉语诗群”、“台湾诗群”、“香港诗群”、“澳门诗群”、“北京诗群”、“上海诗群”、“天津诗群”等等，重点展示洛夫、非马、叶延滨、商震等海内外著名华文诗人的诗歌作品，在国内外诗歌界引起广泛关注。

## 历史概况
2007年11月23日，中国广东中山市诗歌学会正式成立后，创办了《中山诗人报》。在现任会长及主编，诗人王晓波的倡议和主持下，于2015年，该诗报被改版为大型诗歌季刊《香山诗刊》（报和刊共已出版34期）。

## 大事记
2015年，《香山诗刊》以孙中山先生手迹为刊名，首次创刊。

2016年5月9日，为纪念伟大的民主革命先驱孙中山先生诞辰150周年并缅怀其不朽的历史功勋，《香山诗刊》组织“伟人孙中山”同题诗歌征稿活动,面向海内外华文诗人征集150首优秀诗歌作品在《香山诗刊》2016秋冬卷上选登。

2016年12月，为繁荣当代诗歌创作和交流，《香山诗刊》设置“首届宇宏健康花城杯《香山诗刊》诗歌奖”，首次评奖范围作品，从2015年《香山诗刊》创刊号到2016年秋冬卷作品中选出。评奖活动，聘请全国、省和市的诗学名家，吴思敬、商震、潘红莉、 霍俊明、刘川、王田、冯福禄、郑万里、王晓波等人作为专家评委。除了专家评委会评审外，还设置了读者投票，由市诗歌学会的“咸淡水诗派”微信公众号平台设置读者投票专栏，从2016年12月至2017年2月，历时3个多月的评选，评出“诗学贡献奖”获奖者：叶延滨；“名家奖”获奖者：洛夫；“名篇奖”获奖者：杨克；“新锐奖”获奖者：胡弦；“华侨诗歌奖”获奖者：刘荒田；“评论奖”获奖者：张德明；“阮章竞诗学奖（奖励本土诗人）”， 本次获奖诗人为罗筱、黄廉捷。

2017年6月2日，《香山诗刊》2017年春夏卷出版。

2018年5月7日， 《香山诗刊》2018年春夏卷（诗“歌”中山特辑）由长江文艺出版社出版。

2018年11月28日，《香山诗刊》2018年秋冬卷（2018年中国桂冠诗选特辑）由长江文艺出版社出版。 